# Protaetia inexpectata
Protaetia inexpectata är en skalbaggsart som beskrevs av Pavicevic 1986. Protaetia inexpectata ingår i släktet Protaetia och familjen Cetoniidae. Inga underarter finns listade i Catalogue of Life.